# Tzivos Hashem
Tzivos Hashem è un'organizzazione giovanile di Brooklyn, New York, fondata nel 1980 dal rebbe di Chabad-Lubavitch, per rispondere alle necessità fisiche e spirituali della gioventù ebraica.

## Partecipanti
I partecipanti ai programmi di Tzivos Hashem sono al di sotto dell'età di bar/bat mitzvah, provenienti da ambienti di tutte le estrazioni e culture, nell'ambito di appartenenza ebraica.

## Scopo
L'organizzazione  Tzivos Hashem ha lo scopo di rivitalizzare l'identità ebraica nei bambini e giovani persone, offrendo un'istruzione ebraica informale e dei programmi interessanti, pubblicazioni vivaci e dinamiche, incontri personali e assistenza. Aderendo a  Tzivos Hashem e seguendo il suo programma di studio della Torah, osservando le Mitzvot, i giovani d'oggi si preparano gradualmente a diventare ebrei adulti, continuando a mantenere le tradizioni e i valori ebraici.

## Storia
Tzivos Hashem ha iniziato i suoi programmi nell'autunno del 1980. Nel corso dei loro primi dieci anni i programmi sono stati ampliati ad includere una rivista, dei fumetti, un programma radiofonico e squadre di baseball della Lega Shomer Shabbat, in aggiunta ad altri programmi educativi. Da allora l'organizzazione si è ulteriormente ampliata e comprende produzioni video, un sito web, concorsi internazionali e il coinvolgimento nel finanziamento e costruzione di orfanotrofi in Ucraina., dispense alimentari e persino un museo per i bambini ebrei.

## Pubblicazioni
Tzivos Hashem pubblica i seguenti periodici per ragazzi: Moshiach Times, HaChayol, e Tzivos Hashem KIDS!.  Moshiach Times è stato voluto da rabbi Schneerson. HaChayol si orienta verso i bambini della comunità Chabad. Tzivos Hashem KIDS! viene distribuita alle Case Chabad in tutto il mondo. La rivista Moshiach Times ha impiegato la collaborazione dell'editore di Mad Magazine e di Spy vs. Spy, l'artista Al Jaffee. HaChayol ha avuto recentemente come capo redattore il rabbino Chanan Krivisky.